# Мартин Минчев (футболист)
Мартин Минчев e български футболист, нападател. Настоящ играч на полския Краковия.

## Спортна кариера
Минчев започва да тренира футбол на 7-годишна възраст, постъпвайки в школата на Черно море (Варна) през лятото на 2008 г., и преминава през всички възрастови групи на „моряците“.
На 23 април 2017 г., ден след като навършва 16 години, дебютира в Първа лига под ръководството на треньора Георги Иванов при победа с 3:2 срещу Локомотив (Пловдив), заменяйки в 76-ата минута Иван Коконов. Така става най-младият футболист, дебютирал за Черно море в елитната дивизия. През юни 2017 г. Минчев изкарва 5-дневни проби в италианския ФК Торино, където изиграва един мач със състава до 17 години, отбелязвайки хеттрик.
През сезон 2017/18 започва да се налага по-сериозно в първия отбор на Черно море. На 30 март 2018 г. реализира първия си официален гол с екипа на варненци, откривайки резултата при победа с 2:1 срещу Пирин (Благоевград).
На 26 юни 2020 г. Минчев подписва с чешкия гранд Спарта (Прага) за 4 г. до лятото на 2024 г., по непотвърдена информация трансферната сума по сделката възлиза на около 2 милиона евро.
На 10 септември 2023 г. Минчев подписва с турския Ризеспор за 3 г., за около 1 милион евро.

## Успехи (отборни)
Спарта (Прага)
- Гамбринус лига:
  -  Шампион (1): 2022/23